# حمد الحمد
حمد الحمد لاعب كرة قدم سعودي سابق.

## مسيرة اللاعب
بدأ اللعب مع نادي الاتفاق السعودي ولعب له 67 مباراة وسجل 10 أهدف وانتقل بداعي الإعارة إلى نادي التعاون في عام 2011 وقد انتقل إلى نادي الهلال في عام 2014 واستمر معه موسم كامل ثم انتقل بالإعارة إلى نادي الرائد في سبتمبر 2015 ولعب بعدها مع نادي الفتح ونادي الصفا و هجر و الثقبة و الجبيل.